# FAV gaming
FAV gaming（ファブゲーミング、略称：FAV）は、株式会社KADOKAWA Game Linkageが運営する日本のeスポーツ組織。

## 概要
株式会社Gzブレイン（現・株式会社KADOKAWA Game Linkage）が「クラロワリーグinアジア」へ参加するため、ゲーミングチームFAV gamingを設立。チーム名は、チームスローガンであるFun and Victory（楽しんで勝つ）の頭文字を取ったものである。
チームロゴは、発足当時からFAVの文字同士を結合させたロゴマークが使用されていた。2022年4月8日、KADOKAWA Game LinkageがFAV gamingの2022年度体制について、チームロゴを一新することを発表した。新しいチームロゴは、質実剛健の意志を表し、eスポーツ業界を加速させる思いが込められた矢印のようなデザインになっている。
チームの活動拠点は、ところざわサクラタウン4階のeスポーツ専用施設「FAV ZONE」である。

## 沿革

### 2018年
- 3月31日、『クラッシュ・ロワイヤル』のチームとしてFAV gamingを設立[1]。
- 6月11日、格闘ゲーム部門を設立[4]。
- 12月12日、『レインボーシックス シージ』部門を設立[5]。

### 2019年
- 4月1日、玄人志向とスポンサー契約を締結[6]。
- 9月17日、Xtrfyの日本正規代理店を務めるテクテク株式会社とスポンサー契約を締結[7][8]。
- 10月1日、「v6プラス」を提供する日本ネットワークイネイブラー株式会社とスポンサー契約を締結[9]。

### 2020年
- 4月1日、2020年度公式スポンサーとして、v6プラス、GABA、関家具、玄人志向とスポンサー契約を締結[10]。
- 7月28日、『VALORANT』部門を設立[11]。
- 8月7日、『エーペックスレジェンズ』部門を設立[12]。
- 10月21日、JBLとスポンサー契約を締結[13]。
- 11月10日、『PUBG MOBILE』部門を設立[14]。
- 12月31日、『クラッシュ・ロワイヤル』部門の選手らが脱退し、事実上の部門解散[15]。

### 2021年
- 2月19日、『コール オブ デューティ』部門を設立[16]。
- 4月1日、2021年度公式スポンサーとして、v6プラス、JBL、関家具、玄人志向とスポンサー契約を締結[17]。
- 5月11日、ポノスとスポンサー契約を締結[18]。
- 6月11日、アコムとスポンサー契約を締結[19]。
- 8月3日、『PUBG MOBILE』部門が解散[20]。
- 10月14日、『IdentityV 第五人格』部門を設立[21]。
- 12月1日、『コール オブ デューティ』部門が活動休止[22]。

### 2022年
- 4月2日、eスポーツ専用施設「FAV ZONE」をオープン[23][24]。
- 4月8日、チームロゴを一新。2022年度公式スポンサーとして、v6プラス、JBL、OMEN、アコム、関家具、玄人志向とスポンサー契約を締結[25]。
- 5月31日、『エーペックスレジェンズ』部門が解散[26]。
- 9月15日、エレコムとスポンサー契約を締結[27]。
- 11月22日、『VALORANT』Youth部門を設立[28]。

### 2023年
- 3月31日、2023年度公式スポンサーとして、ソフマップ、JBL、関家具、アコムとスポンサー契約を締結[29]。
- 7月12日、2023年度公式スポンサーとして、エレコムとスポンサー契約を締結[30]。
- 12月31日、『レインボーシックス シージ』部門が解散[31]。

### 2024年
- 4月1日、2024年度公式スポンサーとして、JBL、アコム、関家具、バンタンゲームアカデミーとスポンサー契約を締結[32]。
- 5月27日、ベルクが冠スポンサーとして就任[33]。

## 現在活動している部門

### 格闘ゲーム

#### 所属選手
| プレイヤー名 | 役割       | 加入日        | 備考 |
| ------------ | ---------- | ------------- | ---- |
| sako         | プレイヤー | 2018年6月11日 |      |
| りゅうせい   | プレイヤー | 2018年6月11日 |      |
| りゅうきち   | プレイヤー | 2024年3月13日 |      |

### IdentityV 第五人格

#### 所属選手
| プレイヤー名 | 役割       | 加入日        | 備考 |
| ------------ | ---------- | ------------- | ---- |
| Appai        | プレイヤー | 2023年6月2日  |      |
| Chikin       | プレイヤー | 2023年6月2日  |      |
| Dacho        | プレイヤー | 2023年6月2日  |      |
| Felix        | プレイヤー | 2023年6月2日  |      |
| Nerisu       | プレイヤー | 2023年6月2日  |      |
| Yami         | プレイヤー | 2024年2月27日 |      |
| Riz          | プレイヤー | 2024年5月24日 |      |
|              |            |               |      |
| Kokua        | コーチ     | 2023年6月2日  |      |

### VALORANT

#### 所属選手
| プレイヤー名         | 役割               | 加入日         | 備考                   |
| -------------------- | ------------------ | -------------- | ---------------------- |
| Phantom（中井 英明） | プレイヤー         | 2021年10月1日  |                        |
| Hands                | プレイヤー         | 2023年10月13日 | アカデミー部門より昇格 |
| fukukeN              | プレイヤー         | 2024年9月1日   | アカデミー部門より昇格 |
| rui                  | プレイヤー         | 2024年10月6日  | アカデミー部門より昇格 |
| まめつ               | プレイヤー         | 2025年1月3日   |                        |
|                      |                    |                |                        |
| pocky（神笠 竜輝）   | コーチ             | 2021年6月29日  |                        |
| Cynthia              | アシスタントコーチ | 2023年3月17日  |                        |

### STREAMERS

#### 所属メンバー
| プレイヤー名 | 役割         | 加入日         | 備考 |
| ------------ | ------------ | -------------- | ---- |
| RAD          | ストリーマー | 2021年1月12日  |      |
| Raikijones   | ストリーマー | 2021年1月12日  |      |
| Butter       | ストリーマー | 2021年8月3日   |      |
| えっか       | ストリーマー | 2021年9月30日  |      |
| だいだら     | ストリーマー | 2023年1月31日  |      |
| よあけ       | ストリーマー | 2023年12月21日 |      |
| 横井ほなみ   | ストリーマー | 2023年12月21日 |      |

## 過去活動していた部門
- クラッシュ・ロワイヤル部門（2018年3月31日[1] - 2020年12月31日[15]）
- PUBG MOBILE部門（2020年11月10日[14] - 2021年8月3日[20]）
- コール オブ デューティ部門（2021年2月19日[16] - 2021年12月1日[22]）
- エーペックスレジェンズ部門（2020年8月7日[12] - 2022年5月31日[26]）
- レインボーシックス シージ部門（2018年12月12日[5] - 2023年12月31日[31]）

## メディア出演

### テレビ
- ZIP!「ハテナビ」（日本テレビ、2018年6月8日）[42]

### CM
- アコム「今を、おもしろく。」篇（アコム株式会社、2022年4月18日 - ）[43]